# ثوم عريض الأوراق
ثوم عريض الأوراق (الاسم العلمي: Allium latifolium) هو نوع من النباتات يتبع جنس الثوم من فصيلة النرجسية.